# Lorry-lès-Metz
 Lorry-lès-Metz  es una población y comuna francesa, en la región de Lorena, departamento de Mosela, en el distrito de Metz-Campagne y cantón de Woippy.

## Demografía
| 799 | 952 | 1224 | 1369 | 1365 | 1433 |
| Para los censos de 1962 a 1999 la población legal corresponde a la población sin duplicidades (Fuente: INSEE [Consultar]) |     |      |      |      |      |